# Cristian Mejía
Cristian Mejía (n. 11 octombrie 1990, Barranquilla, Columbia) este un fotbalist columbian.